# ДРАГ-У-ЛА
ДРАГ-У-ЛА (DRAG-U-LA), разом із Munster Koach, був одним із двох автомобілів у телешоу "The Munsters", розроблених плідним дизайнером шоу-карів Томом Деніелом, який працював на Джорджа Барріса та Barris Kustom Industries.

## Автомобіль
Корпус DRAG-U-LA був виготовлений зі скловолокна, та із труни, яку Річард «Коркі» Коркес, інженер проекту Берріса, зміг придбати в похоронному бюро в Північному Голлівуді. У 2013 році Коркес заявив, що продавати труну без свідоцтва про смерть було незаконно, тому він уклав угоду з похоронним бюро, після якої він заплатив готівкою, а бюро залишило труну біля чорного входу, яку Коркес забрав її після настання темряви.
Автомобіль мав двигун 289ci Ford Mustang V-8 потужністю 350 кінських сил з чотирьохступеневою коробкою передач. Він мав два чотириствольних карбюратора встановлених на колекторі Ram-Thrust Mickey Thompson. Щоб заощадити простір, карбюратори були встановлені задом наперед, а привід дросельної заслінки з тягового типу був змінений на штовхаючий.
Задні шини були 10.00-15 Firestone racing slicks, встановлені на замовлені 10-ти дюймові Radir  алюмінієві та сталеві колеса. Кожен ковпак був прикрашений великим срібним павуком. Передні шини були 4-ьох дюймовими італійськими шинами дротових колесах багі Speedsport English. Щоб розширити готичний мотив, Берріс встановив чотири органні труби в стилі Zoomie з кожного боку автомобіля замість стандартної вихлопної труби, та встановив старовинні лампи спереду та ззаду.
На передній частині автомобіля був мармуровий надгробок — нібито номерний знак дідуся Мюнстера «зі Старої країни» — з написом: «Народився 1367, помер ?". «Прихований» радіатор був увінчаний маленькою золотою скринькою. Водій сидів у задній частині транспортного засобу за двигуном, під пластиковим міхуром. 
Для різних аспектів зйомок телевізійного серіалу та фільму "Манстер, йди додому!" в автомобіль були внесені невеликі зміни у вигляді зміни шин, та деяких інших деталей.
Автомобіль був проданий на закритому аукціоні Чиказького історичного музею антикварних автомобілів у Гайленд-Парку, штат Іллінойс, у 1985 році. 
Оригінальний автомобіль 1966 року зберігався в Planet Hollywood в Атлантік-Сіті, Нью-Джерсі, де він звисав зі стелі. Після закриття локації в Атлантік-Сіті, автомобіль було продано на аукціоні Джону Сбрігато, який також володіє Munster Koach.

## У"The Munsters"
У телесеріалі "The Munsters" автомобіль був створений дідусем Манстером, щоб він міг повернути Munster Koach, який Герман Манстер втратив у драг-гонках в епізоді "Hot Rod Herman".
Фільм 1966 року, "Манстер, йди додому!" має альтернативне походження. Після того, як Герман розбив лімузин Jaguar, який належав (і брав участь у гонках) сім’ї Манстерів з Англії, дідусь будує DRAG-U-LA, використовуючи двигун від Munster Koach, щоб Герман міг керувати ним у перегонах по пересіченій місцевості.

## Зовнішні посилання
- Малюнки дідуся Драгули
- «RAT U LA» Джорджа Барріса (ремейк оригінального DRAG-U-LA)